# دوری، نیو ساوت ولز
دوری (به انگلیسی: Duri) یک شهرک در استرالیا است که در نیو ساوت ولز واقع شده‌است.